# 斯諾登站
斯諾登站（法語：Station Snowdon）位於加拿大魁北克省蒙特利爾市，是蒙特利爾地鐵2號線及5號線的換乘站，設有上下4個月台，並以島式月台排列，跨月台轉車站的轉乘設計讓乘客只要走到對面月台便可轉綫。

## 車站結構
斯諾登站設有上下兩層4個月台，上層為2號線往禾度嶺及5號線終點落客月台，主要供乘客由5號線月台步行過對面月台，轉乘2號線往禾度嶺沿途各站。下層為2號線往蒙莫朗西（經市中心）及5號線往聖米歇爾月台。由於2號線及5號線亦有另一個轉綫站莊塔隆站，因此此設計方便從禾度嶺及斯諾登之間出發的乘客步行往對面月台乘坐5號線往東區及拉華爾市，從而避免繞經市中心一帶所浪費的時間。
此設計是為斯諾登站設計時提出的5號線恩典聖母延長線而設的，方便恩典聖母地區的乘客快速轉綫前往市中心。斯諾登站亦為蒙特利爾地鐵系統中僅有的兩個跨月台轉車站之一（另一個為萊昂內爾·格魯站）。

### 車站出口
斯諾登站主要用作轉綫用途，加上附近多為住宅區，所以只設有一個出口。
- 瑪麗皇后（Sortie Queen-Mary），位於瑪麗皇后道5111號。[2]

## 鄰接車站
斯諾登站是2號線中途站，亦為5號線的總站，乘客可以在上述路綫之間互相轉乘，來往蒙特利爾島上各處。

## 接駁交通
斯諾登站附近設有多條蒙特利爾交通局巴士路綫的巴士站，供地鐵乘客轉乘接駁，來往附近一帶區域。
| 路綫         | 路綫內容                                                        | 路綫圖                                                   | 時間表                                                    |
| ------------ | --------------------------------------------------------------- | -------------------------------------------------------- | --------------------------------------------------------- |
| 17           | 迪卡里大道（經禾度嶺與聖昂利廣場之間各2號線車站）               | 法語 （页面存档备份，存于）、英語 （页面存档备份，存于） | 法語 （页面存档备份，存于）、英語 （页面存档备份，存于）  |
| 51           | 愛德華·蒙比提（西行往近郊鐵路蒙特利爾西站，東行往羅利耶地鐵站） | 法語 （页面存档备份，存于）、英語 （页面存档备份，存于） | 法語 （页面存档备份，存于）、英語 （页面存档备份，存于）  |
| 166          | 瑪麗皇后                                                        | 法語 （页面存档备份，存于）、英語 （页面存档备份，存于） | 法語 （页面存档备份，存于）、英語 （页面存档备份，存于）  |
| 通宵巴士路綫 |                                                                 |                                                          |                                                           |
| 371          | 迪卡里大道                                                      | 法語 （页面存档备份，存于）、英語 （页面存档备份，存于） | 法語 （页面存档备份，存于） 、英語 （页面存档备份，存于） |

## 歷史
斯諾登站作為2號線的西面總站於1981年9月7日，當時5號線尚未竣工，然而該綫的月台經已建成。5號線於1988年1月4日通車。